# Unione Sportiva Pro Italia Galatina 1987-1988
Questa voce raccoglie le informazioni riguardanti  l'Unione Sportiva Pro Italia Galatina nelle competizioni ufficiali della stagione 1987-1988.

## Rosa
| N. |                   | Ruolo | Calciatore           |
| -- | ----------------- | ----- | -------------------- |
|    | Italia (bandiera) | P     | Roberto Aluisi       |
|    | Italia (bandiera) | C     | Giovanni Bennardi    |
|    | Italia (bandiera) | C     | Pasqualino Bolis     |
|    | Italia (bandiera) | P     | Albino Calò          |
|    | Italia (bandiera) | C     | Fabio Cancellier     |
|    | Italia (bandiera) | D     | Maurizio Capone      |
|    | Italia (bandiera) | C     | Rosario Carpineta    |
|    | Italia (bandiera) | C     | Giuseppe Contaldo    |
|    | Italia (bandiera) | C     | Giovanni De Pasquale |
|    | Italia (bandiera) | D     | Giuseppe Dongiovanni |
|    | Italia (bandiera) |       | Fattizzo             |
|    | Italia (bandiera) |       | Greco                |

| N. |                   | Ruolo | Calciatore            |
| -- | ----------------- | ----- | --------------------- |
|    | Italia (bandiera) |       | Leo                   |
|    | Italia (bandiera) |       | Levanto               |
|    | Italia (bandiera) | C     | Mario Lodi            |
|    | Italia (bandiera) | A     | Giuseppe Pietro Mosca |
|    | Italia (bandiera) | D     | Franco Natale         |
|    | Italia (bandiera) | D     | Carmelo Quaranta (II) |
|    | Italia (bandiera) | C     | Raffaele Quaranta (I) |
|    | Italia (bandiera) | D     | Paolo Smerilli        |
|    | Italia (bandiera) | D     | Mauro Valentino       |
|    | Italia (bandiera) | D     | Paolo Vigneri         |
|    | Italia (bandiera) | C     | Emanuele Vincenti     |